# Prisca Awiti Alcaraz
Prisca Awiti Alcaraz, née le 20 février 1996 à Londres, est une judokate britannique représentant le Mexique.

## Carrière
Née à Londres, Awiti Alcaraz est d'origine kényane par son père et mexicaine par sa mère. En 2017, elle décide de changer de nationalité sportive pour représenter le pays de sa mère, le Mexique. Son frère aîné, Philip Awiti-Alcaraz (en)  représente le Royaume-Uni. Elle a fait ses études à l'université de Bath.
Malgré une blessure à l'épaule, elle réussit à se remettre à temps pour remporter la médaille d'argent aux Championnats panaméricains 2021. En 2023, elle est également médaillée de bronze aux Jeux panaméricains et celle d'argent aux Championnats panaméricains.
Lors du tournoi des -63 kg aux Jeux olympiques d'été de 2024, Prisca Awiti Alcaraz bat l'Autrichienne Lubjana Piovesana en quart de finale par waza-ari, 17 secondes après le début du golden score. Elle bat ensuite la Croate Katarina Kristo par ippon en demi-finale pour atteindre la finale, ce qui permet au Mexique d'obtenir sa première médaille olympique en judo. En finale, elle est finalement battue par la Slovène Andreja Leški et termine médaillée d'argent.

## Palmarès

### Compétitions internationales
| Année | Compétition                | Lieu        | Résultat | Catégorie      |
| ----- | -------------------------- | ----------- | -------- | -------------- |
| 2021  | Championnats panaméricains | Guadalajara | 2e       | Moins de 63 kg |
| 2023  | Championnats panaméricains | Calgary     | 2e       | Moins de 63 kg |
| 2023  | Jeux panaméricains         | Santiago    | 3e       | Moins de 63 kg |
| 2024  | Jeux olympiques            | Paris       | 2e       | Moins de 63 kg |

### Masters mondial, Tournois Grand Chelem et Grand Prix
| Année | Compétition  | Lieu     | Résultat | Catégorie      |
| ----- | ------------ | -------- | -------- | -------------- |
| 2022  | Grand Prix   | Perth    | 3e       | Moins de 63 kg |
| 2023  | Grand Chelem | Tachkent | 2e       | Moins de 63 kg |
| 2023  | Grand Prix   | Linz     | 3e       | Moins de 63 kg |
| 2023  | Grand Prix   | Zagreb   | 3e       | Moins de 63 kg |